# Viviana (nombre)
Viviana es un nombre de pila femenino.

## Etimología
Nombre de la santa cristiana Santa Viviana, del latín Vīviānus, y de su forma femenina Vīviāna, probablemente de vīvus (“vivo”). 
El nombre de Viviana tiene el significado de “llena de vida”. 

## Onomástico
El onomástico de Viviana se celebra el 17 de diciembre, en honor a la ermitaña Viviana von Bigarden.

## Artistas
- Viviana Andreattini (nacida en 1960), cantante italiana
- Viviana Durante (nacida en 1967), bailarina de ballet italiana
- Viviana Gibelli (nacida en 1966, Caracas), animadora venezolana
- Viviana Gorbato (1950 – 2005), periodista, escritora y profesora universitaria argentina
- Viviana Mazza (nacida en 1978), periodista italiana
- Viviana Guzmán (nacida en 1964), animadora chilena
- Viviana Ortiz (nacida en 1986), animadora puertorriqueña
- Viviana Ramos, campeona del certamen venezolano
- Viviana Rivero (nacida en 1966), escritora argentina
- Viviana Serna (nacida en 1990), actriz colombiana
- Viviana Sofronitsky, pianista canadiense
- Viviana Spinosa (nacida en 1984), artista colombiana.

## Política
- Viviana Agundiz (nacida en 1968), política mexicana
- Viviana Bonilla (nacida en 1983), abogada y política ecuatoriana

## Deportes
- Viviana Ballabio (nacida en 1967), jugadora de baloncesto italiana
- Viviana Bontacchio (1959-2012), futbolista italiana
- Viviana Chávez (nacida en 1987), maratonista argentina
- Viviana Ferrari (nacida en 1992), jugadora de balonmano de la selección uruguaya
- Viviana González (nacida en 1958), tenista argentina
- Viviana Schiavi (nacida en 1982), futbolista italiana
- Viviana Velásquez, ciclista colombiana

## Otros
- Viviana Alder (nacida en 1957), investigadora argentina
- Viviana Díaz (nacida en 1950), activista chilena de derechos humanos
- Viviana Zelizer (nacida en 1946), socióloga estadounidense
- Viviana Zocco (nacida en 1962), empresaria argentina